# Morpho siphra
Morpho siphra är en fjärilsart som beskrevs av Friedrich Wilhelm Niepelt 1928. Morpho siphra ingår i släktet Morpho och familjen praktfjärilar. Inga underarter finns listade i Catalogue of Life.